# Солобковцы
Солобковцы (укр. Солобківці) — село в Хмельницком районе Хмельницкой области Украины.
Население по переписи 2001 года составляло 2245 человек. Почтовый индекс — 32162. Телефонный код — 3853. Занимает площадь 4,4 км². Код КОАТУУ — 6825887201.

## История
До 1956 года административный центр Солобковецкого района.

## Местная власть
32162, Хмельницкая обл., Хмельницкий р-н, с. Солобковцы, ул. Грушевского

## Известные люди

### Уроженцы села
- Оляновская Людмила — украинская легкоатлетка (спортивная ходьба), рекордсменка.